# وادي الكورة
وادي الكورة هو وادي يقع غرب عين إبل في قضاء بنت جبيل في محافظة النبطية في لبنان. هو موقع أثري من العصر الحجري الحديث لثقافة القرعون يقع في المنطقة حيث يتدفق مخرج وادي يارون من الشمال إلى الجنوب في اتجاه دبل. المواد التي عثر عليها هنري فليش في الموقع تم تخزينها في جامعة القديس يوسف (التي أصبحت الآن متحف ما قبل التاريخ اللبناني) جنباً إلى جنب مع مجموعة من أدوات العصر الحجري كما تم العثور على عدد قليل من القطع الأشولينية سواء على قاع أو حول ضفاف الوادي.